# スズキアリーナ店
スズキアリーナ店（スズキアリーナてん）は、スズキのディーラーのひとつである。

## 概要
1983年にリッターカーのスズキ・カルタスの名を冠した小型車販売を専門としたカルタス店として創立。小型車のみでは採算が取れなくなってきたこともあり、2000年に中古車や普通車を取り扱ったアリーナ店に再編成した。後に、軽自動車の取り扱いも開始した。
ゼネラルモーターズ社製品の輸入権を持っていた時期は一部の北米製シボレーブランド車の販売も行っていた。
スズキ株式会社とは資本関係がない事業者が運営している店舗と、スズキ株式会社の子会社であるスズキ自販××が運営している店舗とがある。

## 主な取扱車種
- 軽自動車
  - アルト
  - ワゴンR
  - アルトラパン
  - スペーシア
  - ハスラー
  - ジムニー
  - エブリイワゴン
- ハッチバック
  - スイフト
- SUV
  - ジムニーシエラ
  - クロスビー
- トールワゴン
  - ソリオ
- ミニバン
  - ランディ

## 過去の取扱車種

### 乗用車
- 軽自動車
- カプチーノ
- スズライト
- セルボ/セルボモード
- ツイン
- マイティボーイ
- フロンテ
  - フロンテクーペ
  - フロンテハッチ
- キャラ
- Kei/Keiスポーツ/Keiワークス
- パレット
- MRワゴン

#### 登録車
- フロンテ800
- カルタス
  - カルタスクレセント
- ワゴンRワイド/ワゴンRプラス/ワゴンRソリオ
- エブリイプラス/エブリイランディ
- X-90
- エスクード
- グランドエスクード
- エリオ
- キザシ
- SX4
- スプラッシュ
- イグニス

## ディーラー一覧
- スズキアリーナ秋田中央
- スズキアリーナ半田旭
- スズキアリーナ美浜旭
- スズキアリーナ東橋
- スズキアリーナ平岡
- 函館マジマ
- スズキアリーナ埼玉
- スズキアリーナ浦和
- スズキアリーナ寺脇（遠鉄グループ）
- スズキアリーナ半田旭
- スズキアリーナ美浜旭
- 岐阜スズキ販売
- スズキアリーナ大阪西
- 芝田自動車
- スズキアリーナ久留米西